# Стрелка-Чуня
Стрелка-Чуня — посёлок в Эвенкийском районе Красноярского края. Образует сельское поселение посёлок Стрелка-Чуня как единственный населённый пункт в его составе.
До 2002 года согласно Закону об административно-территориальном устройстве Эвенкийского автономного округа — село.

## География
Расположен на левом берегу реки Чуня.
Расстояние до северного берега озера Виви, как географического центра России составляет около 611 км, по сравнению с ним посёлок находится на 561.5 км южнее и на 475 км восточнее. Благодаря близости с Якутией географически является одной из самых холодных точек в Эвенкии, часто здесь самые холодные зимы в Красноярском крае, так в 2010 году среднегодовая температура составила −9.9°, а в 1974 и 1966 годах −10.9°, а в 1952 году −10.7°. По среднегодовой температуре посёлок практически сопоставим с континентальной Центральной Якутией. Самыми холодными зимними месяцами здесь вышли январь 1979 −42.6° и декабрь 2000 −42.4°, а также февраль 1969 −45.1°, в январе 2006 как и в декабре 1968 −39.5° достигла средняя. 15 марта 1981 года наблюдался уникальный вынос тепла с повышением температуры до +10.4°, а одни из самых низких температур в марте были 3 марта 1966 −52.6° и 6 марта 1978 −52.4°. 3 апреля 1984 похолодало до −44.2°, 25-26 мая 1999 года с выносом тропического воздуха температура повышалась до +32°+29°, 22 мая 2010 также был отмечен рекорд холода −8.6°. 10 июня 2015 года была зарегистрирована самая ранняя датой сильная жара с повышением температуры до +33.5°, а 27 июня 2010 года рекорд холода −3.1°, что на 45°-46° холоднее максимумов на крайнем юге Забайкалья в то же время. Во вторник 6 июля 2010 года также был отмечен самый высокий в июле и за год рекорд холода −0.9°, а самые уникальные поздние летние выносы зноя произошли 22 августа 2015 +30.4° и 23 августа 2010 +29.1°. Конечные два дня лета 2012 года 30-31 августа температура понижалась до −11° и −9.6°, что стало двумя самыми холодными летними утрами за всю базу измерений и рекордно ранними холодами в этой точке. 2 сентября 1966 года произошёл прогрев до +29°, что пока остаётся самым жарким днём осени. Зато 1-2 октября 1973 года температура уже падала до −27° и −26.7°, что является одними из самых уникальных холодов в эти даты в России и на уровне самых холодных минимумов Якутии в это время. 22 октября 2000 также был отмечен рекорд холода с понижением до −34.5°, а самая низкая температура октября падала до −41.3° 30 числа 1977 года. 

## История
Посёлок был основан в 1925 году как фактория Госторга.
С 1930 по 1935 год был районным центром Тунгусско-Чунского района.

## Население
| 2010 | 2012 | 2013 | 2014 | 2015 | 2016 | 2017 |
| ---- | ---- | ---- | ---- | ---- | ---- | ---- |
| 191  | ↘189 | ↘182 | →182 | ↗184 | ↘181 | ↗183 |
| 2018 | 2019 | 2020 | 2021 |      |      |      |
| →183 | →183 | ↗184 | ↘139 |      |      |      |

В посёлке действуют все необходимые социальные учреждения: филиал МБОУ Ванаварская средняя школа Стрелковская средняя школа-детский сад, фельдшерско-акушерский пункт, сельский Дом культуры. Работает почта, магазины, авиаплощадка.

## Местное самоуправление
Стрелка-Чунский поселковый Совет депутатов V созыва
Дата избрания: 10.09.2023. Срок полномочий: 4 года. Председатель Совета Шипицын Валерий Павлович.
Глава посёлка
- Шипицын Валерий Павлович. Дата избрания: 13.12.2020. Дата переизбрания: 08.09.2024. Срок полномочий: 4 года.

| Фракция       | Кол-во депутатов |
| ------------- | ---------------- |
| Единая Россия | 7                |

Руководители посёлка
- Зарубина Татьяна Валентиновна — глава с 2001 по 2005 год
- Торпушонок Руслана Михайловна — глава с 2005 по 2011 год
- Зарубина Татьяна Валентиновна — глава с 2011 по 2013 год
- Торпушонок Руслана Михайловна — глава с 2013 по 2015 год
- Иванов Александр Викторович — глава с 2015 по 2017 год
- Банщикова Галина Александровна — врио главы с июня по сентябрь 2017 года
- Кочени Фёдор Леонидович — глава с 2017 по 2020 год.
- Ботулу Зинаида Степановна — врио главы с октября по декабрь 2020 года